# Корнате д'Ада
Корна̀те д'А̀да (на италиански: Cornate d'Adda, на западноломбардски: Curnàa, Курнаа) е град и община в Северна Италия, провинция Монца и Брианца, регион Ломбардия. Разположен е на 236 m надморска височина. Населението на общината е 10 464 души (към 2011 г.).
До 2009 г. общината е част от провинция Милано.